# Alberto Arbasino
Alberto Arbasino (Voghera, Pavia, 24 de gener de 1930 - 22 març 2020) fou un escriptor i assagista italià.
Va cultivar la crítica literària i publicà la seva primera novel·la el 1959, titulada L'anònim llombard, on ja apuntava la seva orientació vers un realisme social que impregnarà gran part de la seva obra. Li seguiren Superheliogábalo (1969) i El príncep constant (1972), narrativa que simultaniejà amb treballs d'assaig, com Gràcies per les roses (1965) i Seixanta posicions (1971).
En els anys setanta sumà a la seva visió crítica de la realitat social italiana uns components existencialistes, explicitats sobretot en La bella de Lodi i Mirall dels meus anhels, novel·les en les que no hi manca el retall irònic. Posteriorment realitzà una segona versió del seu Superheliogábalo (1978), on s'enfosqueix el criticisme en favor d'una ironia que frega el sarcasme en llurs referències al poder.
Al marge de la seva obra narrativa, Arbasino va cultivar també els treballs de caràcter periodístic, en els que la seva crítica de la societat italiana cobrà progressivament una radicalització, i que l'autor recollí en diversos volums, amb els títols de Fantasmes italians, En aquest estat i Un país desvirtuat.
En conjunt, la seva obra s'ha mantingut al marge de l'experimentalisme formalista emergit els anys setanta, romanent emparentada amb la d'altres escriptors tals com Giorgio Bassani, Vasco Pratolini i altres autors del realisme social.
El 1983 fou elegit membre de la cambra dels Diputats pel PRI (Partit republicà Italià), i el (1981) publicà Trans-Pacific-Express, el (1985) Il moraviglioso anzi i La caduta dei Tiranni (1990).